# هیرآباد
هیرآباد روستایی در مرکز دهستان خرارود از توابع بخش مرکزی شهرستان خدابنده در استان زنجان ایران است؛ که در ۳۲ کیلومتری جنوب شرقی شهر قیدار واقع گردیده‌است. شغل مردم این روستا اکثراً کشاورزی و دامپروری است. کل زمین‌های کشاورزی روستا ۱۳۰۰ هکتار است. محصولات کشاورزی روستا گندم، جو، انگور، خیار، گوجه، یونجه و… است.

## هسته اولیه
علت به وجود آمدن این روستا رود پرآب و بزرگش است که جمعیت را به این منطقه جذب کرده‌است و باعث سکونت و آمدن مردم به این منطقه شده‌است. این روستا جزء قدیمی‌ترین روستاهای شهرستان خدابنده است. در این منطقه آثار و بقایایی از سکونت انسان وجود دارد که به قدمتی بالاتر از ۲ هزار سال می‌رسد که نشانگر قدمت و عظمت این منطقه تاریخی است. در طول تاریخ مکان روستا به علت سوانح طبیعی چندین بار تغییر یافته است.

## علت نام گذاری
علت نام گذاری این اسم (هیرآباد) بر روستا رودخانهٔ بزرگ آن بوده‌است «هیر» در فارسی پهلوی و پارتی و در لغت نامه‌های قدیمی به معنای رود و رودخانه بوده‌است به همین دلیل اسم روستا را هیر آباد گذاشتند.

## نام های خانوادگی و طوایف
در روستای هیرآباد نام های خانوادگی زیادی وجود دارد.مثل
(فیضی-نصیری-بیگدلی-کفلو-صادقی-اورنگ-محمدی و ...)است.

## مهم‌ترین رویدادهای منطقه و روستا
روستای هیرآباد در ۱۰۰ سال گذشته روستای پر حاشیه ای نبوده. اما یکی از رویدادهای مهم روستا حمله فدائیان فرقه دموکرات به این منطقه و مخصوصاً این روستا بوده‌است که به صورت ظالمانه مال و اموال مردم را غارت، تاراج و چپاول کردند و حتی به جان بعضی از مردم هم رحم نکردند؛ که باعث به یاد ماندن این صحنه دل خراش بین مردم این روستا تا سالیان دراز و فراتر از آن شده‌است. البته در این زمان برخی از مردان جنگی روستا رشادت‌های فراوانی از خود نشان دادند و مانع پیشروی کمونیست‌ها شدند.